# 214
Правління Каракалли в Римській імперії. У Китаї продовжується криза династії Хань, найбільшою державою на території Індії є Кушанська імперія, у Персії доживає останні роки Парфянське царство.
На території лісостепової України Черняхівська культура. У Північному Причорномор'ї готи й сармати.

## Події
- Лю Бей захоплює провінцію І, заклавши основу для майбутньої держави Шу.

## Народились
- Авреліан, майбутній римський імператор. (дата приблизна)

## Померли
- Пан Тун